# Camaiore
Camaiore település Olaszországban, Toszkána régióban, Lucca megyében. Lakosainak száma 31.81 fő (2024). Camaiore Lucca, Massarosa, Pescaglia, Pietrasanta, Stazzema és Viareggio községekkel határos.

## Itt született
- Francesco Gasparini (1661–1727) barokk zeneszerző

## Népessége
A település népességének változása:
| Lakosok száma | 32 368 | 32 328 | 31 842 | 31.81 |
|               | 2017   | 2018   | 2023   | 2024  |